# (505447) 2013 SQ99
(505447) 2013 SQ99 est un objet transneptunien binaire faisant partie des cubewanos. 

## Caractéristiques
(505447) 2013 SQ99 mesure environ 180 km de diamètre, un satellite a été découvert en 2017 aurait environ 146 km, orbitant à 13 300 ± 500 km l'un de l'autre.